# حصار بوعلی
حصار بوعلی نام محله و دهکده‌ای در شمال شهر تهران و منطقه شميران است كه در ناحيه یک از منطقه ۱ شهرداری تهران قرار دارد.
از زمان آغامحمدخان قاجار که تهران پایتخت شد، در منطقه کوهستانی شمیران، قریه حصار بوعلی در کنار دیگر قراء چون  کن  ،تجریش، قلهک، دزاشیب، نیاوران، اختیاریه کاشانک، دارآباد، ازگل، اراج، سوهانک، دربند، جمال آباد، امامزاده قاسم درکه، اوین، جماران، حصارک، چیذر و... یکی از ییلاقات خوش آب و هوای تهران محسوب می‌شد. بعد از ساختمان قصر سلطنتی صاحبقرانیه، حصار بوعلی به دلیل نزدیکی به این کاخ از موقعیت ویژه‌ای برخوردار شد، زیرا تعدادی از کارکنان کاخ در واحدهای مختلف جهت اداره امور داخلی قصر از بین ساکنان بومی این قریه انتخاب می‌شدند. رسم دیرینه شاهان قاجار از ناصرالدین شاه تا احمدشاه چنین بود که بهار و تابستان در کاخ صاحبقرانیه و پاییز و زمستان در کاخ گلستان و قصر فیروزه (دوشان تپه) اقامت می‌کردند.
عده‌ای از جوانان آن روز حصار بوعلی مجاز بودند قهوه خانه سیاری در زمان استقرار شاه در جلو محوطه بیرونی این دو کاخ (فیروزه- صاحبقرانیه) برپا کنند که کل نگهبانان و کارکنان کاخ و اعضای تشریفات اسکورت شاه جهت صبحانه، ناهار و شام از این قهوه خانه بهره گیرند.
این رسم از اواخر سلطنت ناصرالدین شاه تا پایان دوره احمدشاه ادامه داشت. در حال حاضر در طرفین حصاربوعلی دو باغ بزرگ قرار دارد؛ در شرق، باغ عزیزخان که تبدیل به فرهنگسرای نیاوران شده و در غرب باغ کامرانیه که پس از فوت کامران میرزا در سال ۱۳۰۷ شمسی به تدریج ورثه او نسبت به تقسیم و فروش باغ به ثروتمندان آن زمان تهران اقدام کردند. معروف‌ترین این افراد عبارت بودند از عبدالحسین هژیر (وزیر دربار)، حاج محمدصادق فاتح، حاج محمدجعفر محلوجی، محمدحسین خان محلوجی، انصاری تاجر، شجاعی گلستانه، سعید انور، محمد نراقی، شیخ الاسلام مهاندوست سمیعیان، لاری و عده‌ای دیگر. کامران میرزا بعد از۷۰ سال عمر پرنشیب و فراز درگذشت. 
باغ کامرانیه عظمت، شوکت و وسعت زیادی داشت به طوری که نقل کرده‌اند در این باغ الاغی در تابستان گم شد و هر چه جست وجو کردند آن را نیافتند، بعد از ۵-۴ ماه در اواخر پاییز که خزان، باغ را عریان کرد اسکلت الاغ را زیر درختی در نقطه‌ای دوره افتاده از باغ یافتند، حیوان را مار زده بود.
تنها قطعه زمینی که از مجموعه این باغ چندین هکتاری به عنوان یک ارزش اخروی برای کامران میرزا باقی ماند، همین یکهزار مترمربع فضایی است که به نام تکیه آقا در گوشه شمال شرقی باغ کامرانیه در حصاربوعلی معروف است. (در دوران ناصرالدین شاه قاجار دو نفر لقب آقا داشتند اولی کامران میرزا و دومی میرزایوسف مستوفی الممالک؛ اشتهار این حسینیه به تکیه آقا بدین مناسبت است).
در جلد اول فرهنگ جغرافیای ایران آمده: کامرانیه و حصار بوعلی این دو آبادی به هم متصل هستند. کامرانیه اکنون در محدوده ۵ ساله تهران در سوی شمال شهر و در سه کیلومتری شرق تجریش در کنار راه تجریش به نیاوران واقع است، جمعیت آن به ۱۶۲ نفر (چه تاریخی؟) می‌رسد، محصولش میوه و غلات و شغل اهالی، باغداری و زراعت است.
شایان ذکر طبق سرشماری سال ۱۳۳۵ شمسی جمعیت حصاربوعلی شامل یکهزار و ۱۵۶ نفر مرد و ۷۷۵ نفر زن بود که شامل افراد بومی وغیربومی نیز می‌شد.

## اماكن مهم
- فرهنگسرای نیاوران
- پارک نیاوران
- پژوهشگاه دانش‌های بنیادی
- تكيه حصاربوعلی

## محصولات کشاورزی
عرضه محصولات کشاورزی حصاربوعلی که تا ۴۰ سال پیش استمرار داشت و بعضی از آن‌ها به تهران نیز صادر می‌شد، عبارت بود از: گندم، جو، حبوبات، توت فرنگی، سیب زمینی، هویج و خیار. علف‌های کاشتنی این محل یونجه و شبدر بود. گیاهان دارویی خاکشیر، گاوزبان، عروسک پشت پرده، ختمی، باروتک، دم روباه، جوموشک، تیغ قندک، ثعلب خودرو و سنبل وحشی بود که این گیاهان تا ۴۰ سال گذشته که امکانات بهداشتی مثل حالا نبود، مورد استفاده قرار می‌گرفت.

## نون عشقی
قدیمی‌ترین نانوایی تافتون سنتی شمیران در حصار بوعلی قرار گرفته‌است که به آن نون عشقی می‌گویند و مثلی محلی هم در مورد آن بین قدیمی‌ها رایج بود که می‌گفتد: هر کس در حصار بوعلی از نون عشقی بخورد و از آب قنات میرزاعلی بنوشد، از این محل دل نمی‌کند.

## چراگاه دام
حصار بوعلی به دلیل فاصله دو کیلومتری با دامنه‌های البرز ملک کوه، علف چین و علف چر کوهستانی نداشت، لذا دام‌های آن جهت چرا در محوطه وسیعی که به زبان محاوره به آن تپه شاغالون خطاب می‌شد، تجمع می‌کردند که این محوطه در حقیقت مرتع و آبریز محل به حساب می‌آمد؛ در حال حاضر تپه شاغالون محدوده بین خیابان‌های فرمانیه، دیباجی شمالی، شمال رستم آباد بالا و پاسداران را شامل می‌شود. زمین‌های آن در نیمه اول دهه ۳۰ فروخته شد که منطقه مسکونی دیپلماتیک فعلی به وجود آمد.